# Dracula et ses femmes vampires
Pour les articles homonymes, voir Dracula (homonymie).
Pour plus de détails, voir Fiche technique et Distribution.
Dracula et ses femmes vampires (Dracula) est un téléfilm britannique réalisé par Dan Curtis, diffusé le 8 février 1974 sur CBS.

Le téléfilm est sorti dans les salles de cinéma en Europe le 13 juin 1974.

## Synopsis
Jonathan Harker, clerc de notaire, pour se rendre en Transylvanie transite par la Hongrie et reçoit un message de son hôte, le Comte Dracula, l'informant de sa bienveillance. Arrivé au Château Dracula, ce dernier est aussitôt enfermé dans sa chambre. Après être parvenu à sortir grâce à une porte cachée, il découvre la bibliothèque de son logeur et observe une peinture représentant Vlad Tepes combattant les turcs et plusieurs cercueils vides. Il est attaqué par trois femmes vampires. Sauvé in-extrémis par le Comte, il est ramené dans ses appartements. Le comte n'a plus qu'un désir : retrouver Lucy, la réincarnation de son épouse défunte à ses yeux.

## Fiche technique
- Réalisation : Dan Curtis
- Scénario : Richard Matheson d'après le roman de Bram Stoker
- Producteur : Dan Curtis
- Producteur associé : Robert Singer
- Musique : Bob Cobert
- Directeur de la photographie : Oswald Morris
- Montage : Richard A. Harris
- Distribution : Boaty Boatwright
- Création des décors : Trevor Williams
- Création des costumes : Ruth Myers
- Effets spéciaux de maquillage : Paul Rabiger
- Effets spéciaux : Kit West
- Compagnie de production : Latgen Ltd.
- Compagnie de distribution : CBS (Télévision) / Emi Distribution (Cinéma)
- Pays d'origine :  Royaume-Uni
- Langue : anglais Mono
- Ratio écran : 1.33:1 plein écran 4:3 (Télévision) / 1.85:1 panoramique (Cinéma)
- Caméra : Panavision
- Négatif : 35 mm
- Durée : 98 minutes
- Dates de diffusion : 
  -  États-Unis : 8 février 1974
  -  France : 12 mai 1976
  - Sortie vidéo : 2 février 2014 en DVD et blu-ray

## Distribution
- Jack Palance (VF : Georges Aminel) : Dracula
- Murray Brown : Jonathan Harker
- Simon Ward : Arthur Holmwood
- Nigel Davenport : Abraham Van Helsing
- Fiona Lewis : Lucy Westenra / La femme décédée de Dracula
- Penelope Horner : Mina Murray
- Pamela Brown : Mrs. Westenra
- Sarah Douglas : une des femmes de Dracula
- Virginia Wetherell : une des femmes de Dracula
- Barbara Lindley : une des femmes de Dracula

## DVD / Blu-ray
- France :

Le film est sorti sur les deux supports (L'un au format standard, l'autre en haute définition).
- Dracula et ses femmes vampires (DVD-9 Keep Case) sorti le 4 février 2014 édité par Filmedia et distribué par Zylo. Le ratio écran est en 1.85:1 panoramique 16:9. L'audio est en Français et Anglais 2.0 mono. Les sous-titres en Français sont disponibles. En suppléments une interview de Dan Curtis et de Jack Palance en VO (8 min) et la bande annonce originale du film. La durée du film est de 100 minutes. Il s'agit d'une édition Zone 2 Pal. ASIN B00GOYSLE8
- Dracula et ses femmes vampires (BD-50 Blu-ray) sorti le 4 février 2014 édité par Filmedia et distribué par Zylo. Le ratio écran est en 1.85:1 panoramique 16:9 natif 1080p VC-1. L'audio est en Anglais et Français 2.0 mono DTS HD. Les sous-titres en Français sont disponibles. Les suppléments sont identiques à la version DVD. Il s'agit d'une édition Zone B. ASIN B00GOYSL8E